# Forças de manutenção da paz das Nações Unidas
Forças de Manutenção da Paz das Nações Unidas (em inglês: United Nations Peacekeeping Forces) são forças militares multinacionais instituídas pela Organização das Nações Unidas com a aprovação e objetivos designados pelo Conselho de Segurança das Nações Unidas para atuar em zonas de conflito armado. Seus participantes são conhecidos como boinas azuis ou capacetes azuis.
Geralmente os objetivos das missões estão relacionados ao monitoramento de cessar-fogos, supervisionamento de retirada de tropas, entre outras possibilidades.

## Capacetes azuis

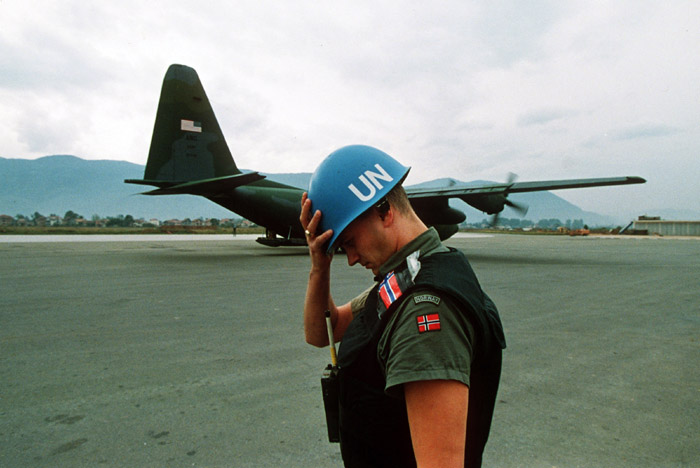
Soldado norueguês da forças de paz da ONU após Cerco de Sarajevo, 1992 - 1993.

Capacetes azuis é o nome pelo qual são conhecidas as tropas multinacionais que servem nas Forças de Paz da ONU para a resolução de conflitos internacionais em países envolvidos em conturbação social.
Estes  nomes são devidos ao fato de que essas tropas utilizam como cobertura (nome que se dá, militarmente, aos chapéus, bonés, boinas e capacetes) boinas e capacetes na cor azul, a mesma da bandeira da ONU.
Muitas pessoas criticam estas missões de paz por cometerem vários crimes contra a humanidade, atos de desrespeito contra a população nativa,  corporativismo e expurgar críticos de dentro da organização, além da epidemia de cólera de 2010. Em 22 de dezembro, começaram as primeiras manifestações populares exigindo a apuração de denúncias de compra de votos nas eleições haitianas de 2010 reprimidas pela Minustah.

## Medalha Dag Hammarskjöld
Em 1997, ano do aniversário de 50 anos da existência de missões de paz, o Conselho de Segurança das Nações Unidas criou por meio de resolução a medalha Dag Hammarskjöld, uma comenda entregue àqueles que perderam suas vidas em missões de manutenção da paz das Nações Unidas.
A primeira medalha foi entregue pelo Secretário-Geral Kofi Annan à família do segundo a ocupar o posto de Secretário-Geral das Nações Unidas, Dag Hammarskjöld, que perdera sua vida em 1961 na queda de um avião enquanto buscava terminar o conflito no Congo.
Outras duas medalhas foram entregues na mesma ocasião, uma para a família do comandante René de Labarrière, o primeiro a morrer em uma missão de paz em 6 de julho de 1948, e outra para a família do Conde Folke Bernadotte, que foi assassinado em Jerusalém quando exercia a função de mediador para a resolução da questão palestina em 17 de setembro de 1948.

## Recebimento do Nobel
A 10 de Dezembro de 1988, na cidade de Oslo, com a presença do Rei da Noruega, família real e altas autoridades internacionais, foi procedida à entrega do prêmio a Javier Pérez de Cuéllar, Secretário da ONU, em nome das Forças de Paz das Nações Unidas.
Na oportunidade, o Diretor do Comitê do Nobel proferiu a seguinte menção:
- A entrega do Nobel da Paz às Forças de Paz das Nações Unidas;
- A paz tem que ser protegida ativamente e esta proteção tem o seu preço;
- Setecentos e trinta e três jovens sacrificaram suas vidas a serviços do tipo específico de preservação da paz que está sendo considerado aqui.